# PR-Forschung
PR-Forschung (seltener PR-Wissenschaft) ist eine Teildisziplin der Kommunikatorforschung innerhalb der Kommunikationswissenschaft und bezeichnet die institutionalisierte, wissenschaftliche Beschäftigung mit der Öffentlichkeitsarbeit bzw. Public Relations (PR) und dem Kommunikationsmanagement. Der Ansatz einer wissenschaftlichen Beschäftigung mit PR ist inter- bzw. multidisziplinär ausgerichtet und hat Berührungspunkte mit der Soziologie, Sozialpsychologie, Wirtschaftswissenschaft, Politikwissenschaft und vereinzelt zur Medienwissenschaft. Die PR-Forschung beschäftigt sich vor allem mit der PR-Theorie, der PR-Geschichte, der Beschreibung des Berufsfeldes sowie Fragen der PR-Ethik. Besonders in neueren Publikationen wird unter Bezugnahme auf die Organisationstheorie PR nur als Teilbereich einer übergeordneten Organisationskommunikation verstanden. In diesem Zusammenhang wird der gesamte Forschungszweig auch als Organisationskommunikation bzw. Organisationskommunikationsforschung bezeichnet.

## Geschichte
Dieser Absatz beschäftigt sich mit der Geschichte der PR-Wissenschaft. Für die Geschichte der Public Relations siehe Öffentlichkeitsarbeit#Geschichte.

### Geschichte der PR-Wissenschaft in den USA
In den USA existiert eine PR-Wissenschaft seit Mitte der 1970er Jahre.

### Geschichte der PR-Wissenschaft in Deutschland
Während die Journalistik – die wissenschaftliche Beschäftigung mit dem Journalismus – bereits seit den 1950er Jahren die kommunikationswissenschaftliche Forschung dominierte, begann sich eine empirische, kommunikationswissenschaftliche PR-Forschung im deutschsprachigen Raum erst in den späten 1980er Jahren herauszubilden. Zu dieser Zeit herrschten in der Forschung praxisnahe Ansätze vor.
Ende der 1980er und in den 1990er Jahren kam es zu einer zunehmenden Verwissenschaftlichung. 1979 gründete Franz Ronneberger, damals Leiter des Instituts für Publizistik an der Universität Erlangen-Nürnberg, gemeinsam mit Heinz Flieger die Vereinigung zur Förderung der Public-Relations-Forschung.
Seit den 1990er Jahren kann man, aufgrund einer zunehmenden Institutionalisierung und Professionalisierung, die sich in einer Vielzahl von Lehrstühlen, neu herausgebildeten Universitätsstudiengängen, Forschertreffen sowie Forschungsgesellschaften mit Schwerpunkt auf der PR-Forschung widerspiegelt, im deutschsprachigen Raum von einer PR-Wissenschaft sprechen.
Der erste eigene Lehrstuhl für PR in Deutschland wurde 1994 an der Universität Leipzig eingerichtet. Seit dem Jahr 2000 existiert hier mit der SPRL (Stiftung zur Förderung der PR-Wissenschaft an der Universität Leipzig) eine eigene Wissenschaftsstiftung für die PR-Wissenschaft, die Stipendien vergibt und exzellente Abschlussarbeiten auszeichnet. Auch der Bundesverband der Kommunikatoren vergibt einen Nachwuchsförderpreis für Abschlussarbeiten mit PR-Bezug.

## Forschungsgesellschaften
Die Fachgruppe Public Relations und Organisationskommunikation der Deutschen Gesellschaft für Publizistik und Kommunikationswissenschaft (DGPuK) existiert seit 1992 und bildet heute mit ihren regelmäßigen Forschertreffen und -tagungen den Mittelpunkt der deutschsprachigen PR-Wissenschaft.
Auf europäischer Ebene existiert seit dem Jahr 2000 die European Public Relations Education and Research Association (EUPRERA), ein Verband europäischer PR-Forscher und -Lehrender, unter dessen Mitarbeit unter anderem die seit 2007 jährlich durchgeführte Studie European Communication Monitor mit Schwerpunkt auf Trends der PR-Branche durchgeführt wird.

## Lehrstühle und Studiengänge
Im Juli 2010 existierten in Deutschland elf PR-Masterstudiengänge, davon drei an Universitäten, fünf an Fachhochschulen sowie drei berufsbegleitende Angebote.